# Reichsstraße 157
Die Reichsstraße 157 (R 157) war bis 1945 eine Staatsstraße des Deutschen Reichs, die in den damaligen preußischen Provinzen Brandenburg und Schlesien lag. Die auch in ihrem heute in der Bundesrepublik Deutschland verlaufenden kurzen Abschnitt von Forst (Lausitz) bis zur Neiße als Bundesstraße klassifizierte Straße nahm ihren Anfang in Forst an der Reichsstraße 122 und führte auf der Trasse der jetzigen polnischen DW 289  über Sommerfeld (jetzt Lubsko) nach Naumburg am Bober (jetzt Nowogród Bobrzański) und von dort weiter auf der Trasse der heutigen Droga krajowa 27 nach Grünberg (Zielona Góra), wo sie an der damaligen Reichsstraße 5 endete.
Ihre Gesamtlänge betrug rund 64 Kilometer.